# تیم بیشاپ
تیم بیشاپ (به انگلیسی: Tim Bishop) نمایندهٔ حوزه انتخابیه اول نیویورک از حزب دموکرات ایالات متحده آمریکا در مجلس نمایندگان ایالات متحده آمریکا است که برای نخستین‌بار در ۵ ژانویه ۲۰۰۳ میلادی به‌عضویت این مجلس درآمد.